# アルバート・ペイスン・ターヒューン
アルバート・ペイスン・ターヒューン（Albert Payson Terhune、1872年12月21日-1942年2月18日）は、アメリカ合衆国の小説家。

## 概略
ニュージャージー州生まれ。女性作家のメリー・ヴァージニア・ターヒューンの息子で、犬を主人公にした小説を多数残す。代表作に「名犬ラッド」(1919年)や「サニーバンクのラッド」(1928年)などがある。1893年コロンビア大学を卒業。1916年までイヴニング・ニュースの記者を務める。ボクシングのエキシビジョン・マッチを三回やった。コリーの犬舎を経営し、米国で最も有名なコリー犬舎となった。ニューヨーク冒険家クラブの会員。二度結婚した。日本では当初ターヒュンと記され、「名犬ラッド」は何種類かの翻訳・再話がある。

## 日本語訳
- 『山の犬里の犬』ターヒュン著, 内山賢次訳, 芳谷まさる 絵. フタバ書院成光館, 1943
- 『名犬ラッド』岩田欣三訳. 岩波少年文庫, 1951
- 『勇気と愛と忍耐と 名犬絵物語』吉田龍夫作. 文陽社, [1956
- 『名犬ラッド』吉村貞司文, 芝美千世絵. 日本書房, (小学文庫 3・4年)  1957
- 『名犬ラッドのぼうけん』久米元一訳, 安泰絵. 講談社 (現代児童名作全集 , 1958
- 『名犬ラッド』速水速雄文, 芝美千世 絵. 日本書房 (学級文庫 3・4年生) , 1959
- 『名犬ラッド』田中佳子文, 芝美千世 絵. 日本書房 (学年別世界児童文学全集 3・4年) , 1961
- 『名犬ラッド』波多野完治訳, 梁川剛一絵.(少年少女世界名作文学全集  小学館, 1963
- 『めい犬ラッド』高木明夫文, 芝美千世 絵. 日本書房 (幼年動物名作文庫) , 1966
- 『名犬ラッド』神戸淳吉著, 三輪孝輝絵. 偕成社 (カラー絵ばなし , 1970